# Raúl Gorriti
Raúl Gorriti (10. října 1956 Camaná – 3. dubna 2015 Camaná) byl peruánský fotbalista, záložník. Zemřel 3. dubna 2015 ve věku 58 let na infarkt myokardu.

## Fotbalová kariéra
V peruánské lize hrál za Club Sporting Cristal, León de Huánuco, Deportivo Municipal Lima, Club Universitario de Deportes a FBC Melgar. Dále hrál v Argentině za tým Instituto Atlético Central Córdoba. V jihoamerickém Poháru osvoboditelů nastoupil ve 3 utkáních. Za reprezentaci Peru nastoupil v letech 1976–1979 v 11 utkáních a dal 1 gól. Byl členem peruánské reprezentace na Mistrovství světa ve fotbale 1978, nastoupil v utkání proti Argentině.